# Deutschkreutz
Deutschkreutz (ungarisch Sopronkeresztúr, bis 1899 Németkeresztúr; kroatisch Kerestur; hebräisch צלם Zelem) ist eine Marktgemeinde mit 3140 Einwohnern (Stand 1. Jänner 2025) im Bezirk Oberpullendorf (Bundesland Burgenland, Österreich).

## Geografie

### Geografische Lage
Die Gemeinde liegt im Mittelburgenland an der Grenze zu Ungarn. Nachbargemeinden sind Nikitsch, Großwarasdorf, Horitschon (Unterpetersdorf) und Neckenmarkt sowie die ungarischen Gemeinden Harka, Kópháza und Nagycenk, zu denen jeweils ein Grenzübergang besteht.

### Gemeindegliederung
Das Gemeindegebiet umfasst folgende zwei Ortschaften (in Klammern Einwohnerzahl Stand 1. Jänner 2025):
- Deutschkreutz (2788)
- Girm (352)

Die Gemeinde besteht aus den Katastralgemeinden Deutschkreutz und Girm.

### Nachbargemeinden
| Neckenmarkt   | Harka (Ungarn)                              | Kópháza (Ungarn)  |
| Horitschon    | Kompassrose, die auf Nachbargemeinden zeigt | Nagycenk (Ungarn) |
| Großwarasdorf | Nikitsch                                    |                   |

## Geschichte

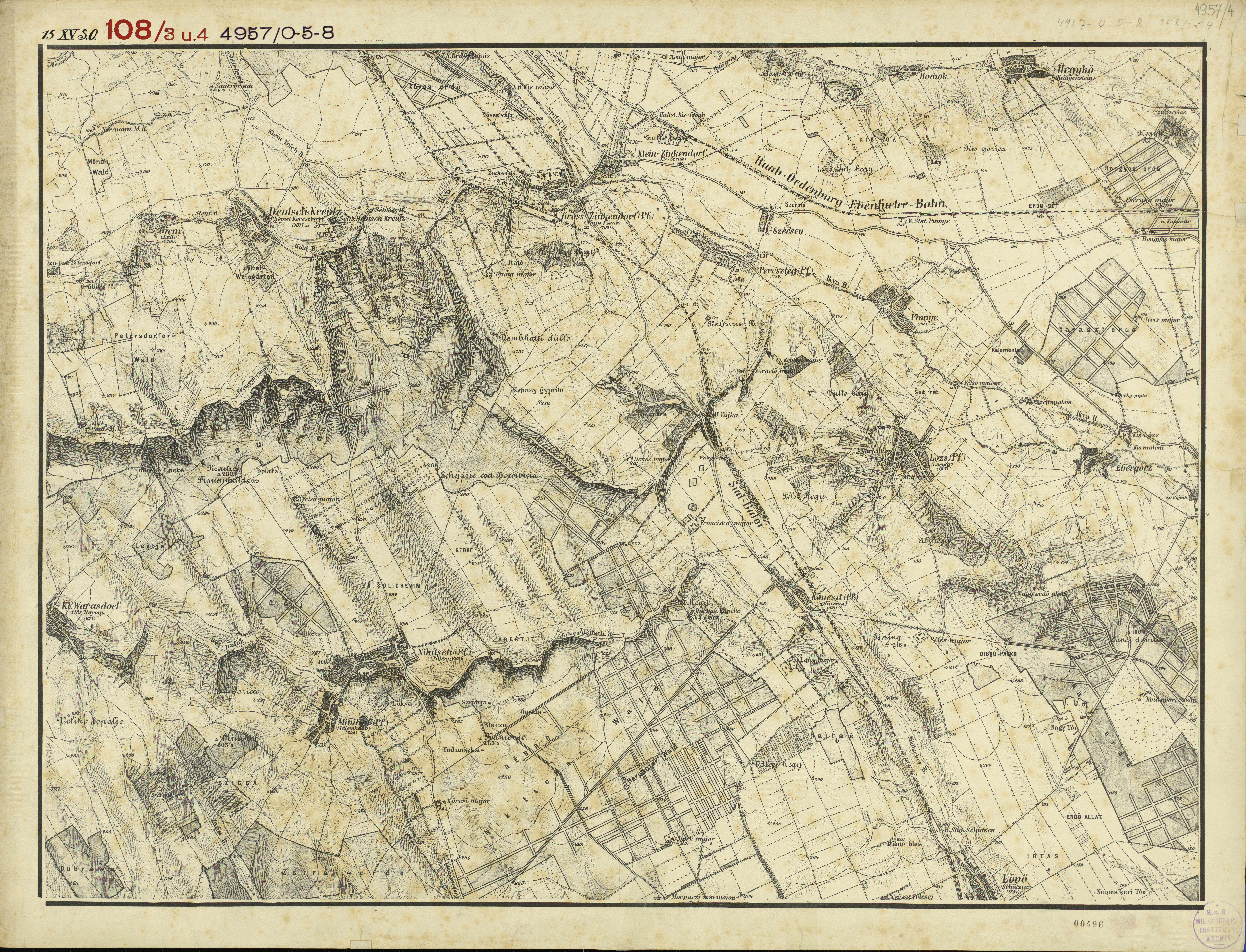
Deutsch Kreutz (links oben) um 1873 (Aufnahmeblatt der Landesaufnahme)

Vor Christi Geburt war das Gebiet Teil des keltischen Königreiches Noricum und gehörte zur Umgebung der keltischen Höhensiedlung Burg auf dem Schwarzenbacher Burgberg. Später im Römischen Reich war das Gebiet Teil der Provinz Pannonia.
Eine Marktgemeinde ist Deutschkreutz seit dem Jahr 1340. Der Ort gehörte wie das gesamte Burgenland (Deutsch-Westungarn) bis 1920/21 zu Ungarn. Nach Ende des Ersten Weltkriegs wurde nach zähen Verhandlungen Deutsch-Westungarn in den Verträgen von St. Germain und Trianon 1919 Österreich zugesprochen. Der Ort gehört seit 1921 zum neu gegründeten Bundesland Burgenland (siehe auch Geschichte des Burgenlandes).
Ab 1671 gehörte Deutschkreutz zu den jüdischen Siebengemeinden im Burgenland. Die orthodoxe jüdische Gemeinde unterhielt eine berühmte Talmudhochschule, in der Juden aus aller Welt studierten. Aufgrund der weltweiten Bedeutung für das Judentum, führt Deutschkreutz auch einen hebräischen Ortsnamen (Zelem = Bild im Sinne von Götzenbild). Dies ist innerhalb Österreichs nur für Eisenstadt (Asch) auch noch der Fall. Die Gemeinde wuchs im 19. Jahrhundert bedeutend an und zählte im Jahre 1857 1230 Personen. Wenige Wochen nach dem „Anschluss“ im März 1938 mussten alle jüdischen Bewohner auf Anweisung der NS-Behörden Deutschkreutz innerhalb kürzester Frist verlassen; bis Anfang Mai 1938 hatten alle Juden Deutschkreutz verlassen. Die zurückgelassenen Geschäfte und Wohnungen wurden geplündert und teilweise zerstört und das noch vorhandene Eigentum zu Schleuderpreisen öffentlich versteigert. Die meisten zwangsausgewiesenen jüdischen Bürger gelangten über Wien in andere europäische Länder und nach Übersee. 1941 sprengten die Nationalsozialisten die Synagoge von Deutschkreutz, verwüsteten den jüdischen Friedhof und plünderten jüdische Häuser und Geschäfte. Der Jüdische Friedhof Deutschkreutz wurde teils wiederhergestellt. Das Denkmal für die Juden von Zelem, vor dem früheren Wohnhaus des Komponisten Karl Goldmark, erinnert an die 1938 vertriebene jüdische Gemeinde.
Zu den Verfolgten in der Zeit des Nationalsozialismus gehören auch die Roma, sie wurden in ein Lager nach Lackenbach deportiert. Im Zweiten Weltkrieg starben mehr als 300 Deutschkreutzer auf den Schlachtfeldern. 1944 wurden Hunderte ungarischer Juden nach Deutschkreutz zur Errichtung des „Südostwalls“ deportiert. Ein großer Teil von ihnen starb an Erschöpfung, Unterernährung und an Seuchenkrankheiten. Im jüdischen Friedhof wurden 286 Budapester Juden in einem Massengrab verscharrt.

### Bevölkerungsentwicklung

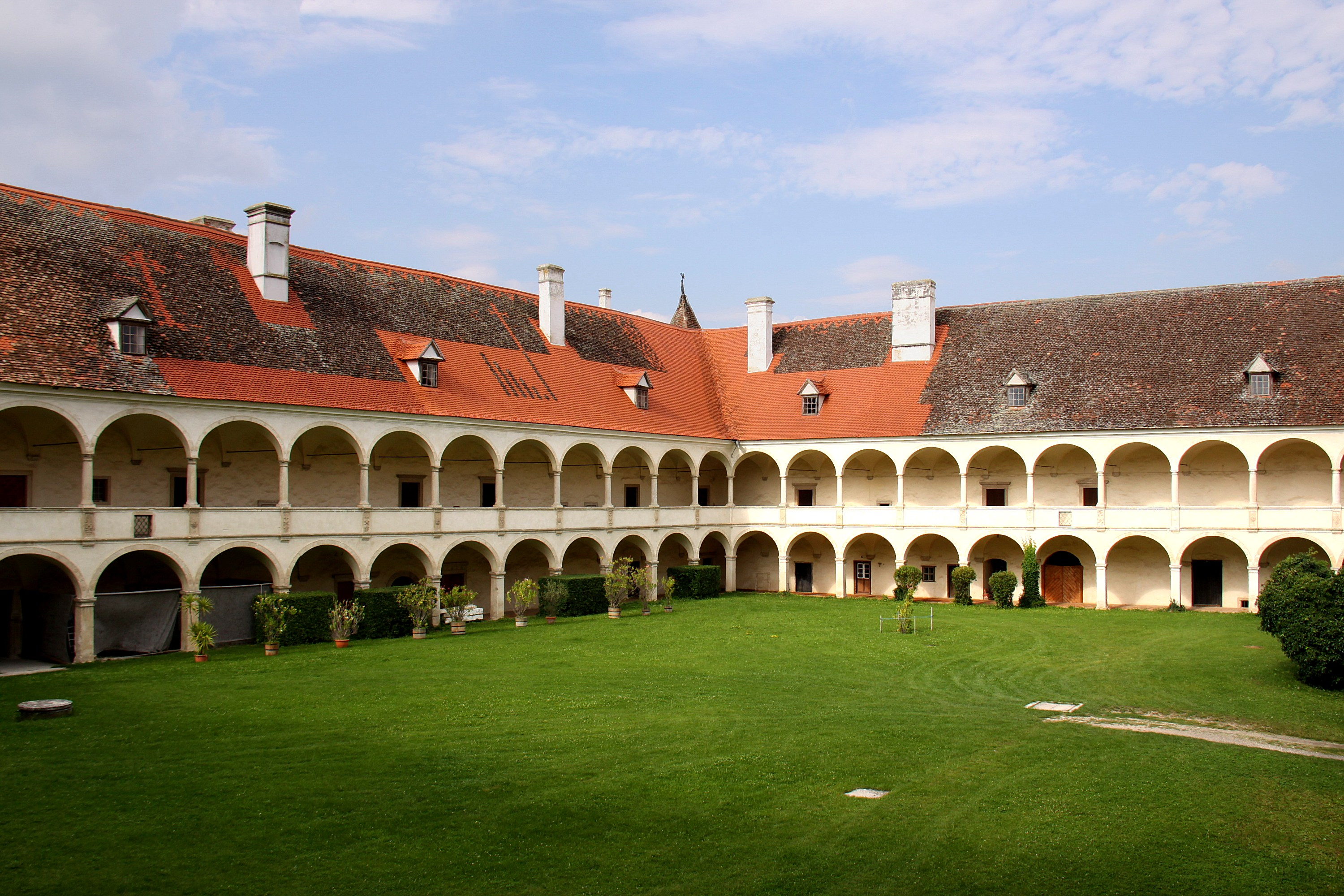
Schloss Deutschkreutz

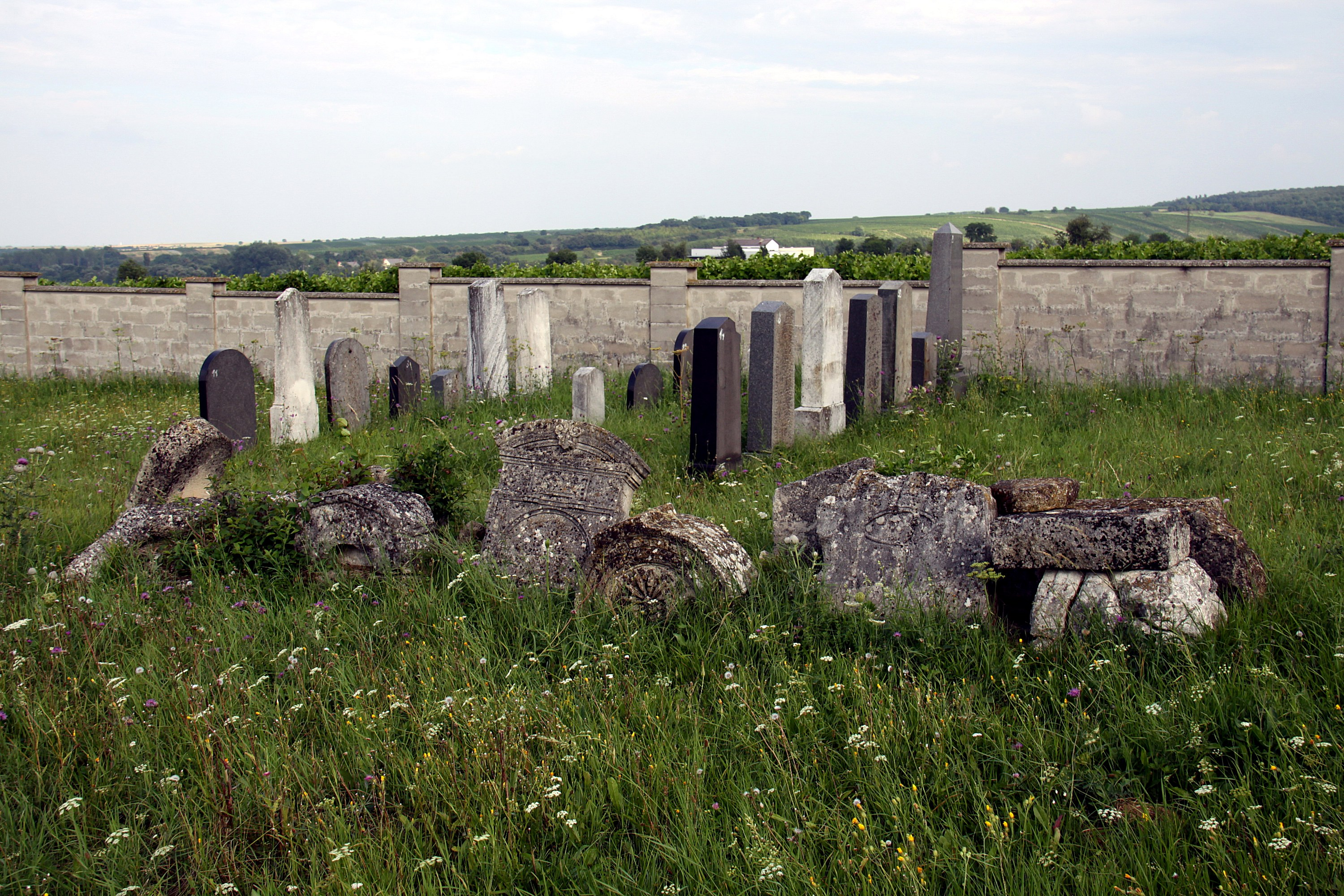
Jüdischer Friedhof Deutschkreutz

## Kultur und Sehenswürdigkeiten
- Schloss Deutschkreutz: Ein mächtiges Renaissanceschloss aus einem Vierflügelbau mit Ecktürmen und zweigeschoßigen Hofarkaden war seit 1966 bis zu seinem Tod im Jahr 2018 im Privatbesitz des Künstlers Anton Lehmden, der das Gebäude restaurierte und eine Gemäldeausstellung im Schloss zeigte. Seine Tochter Barbara Lehmden führt das Erbe in des Künstlers Sinne weiter.[6][7]
- Pfarrkirche Deutschkreutz: Bei der umfassenden Neu- und Ausgestaltung der Kirche hat der Künstler Anton Lehmden mit insgesamt 35 Arbeiten mitgewirkt.
- Jüdischer Friedhof Deutschkreutz

## Wirtschaft und Infrastruktur

### Verkehr
- Bahn: Deutschkreutz liegt an der Burgenlandbahn.
- Straße: Die Deutschkreutzer Straße (B 62), die das ungarische Sopron mit der Burgenland Schnellstraße (S31) verbindet.
- Der Grenzübergang an der B62 war bis zum Beitritt Ungarns in die Europäische Union am 1. Mai 2004 der nördlichste Grenzübergang für den grenzüberschreitenden Güterverkehr südlich des Neusiedler Sees für Lastkraftwagen aus anderen Ländern als Österreich und Ungarn.

### Ansässige Unternehmen

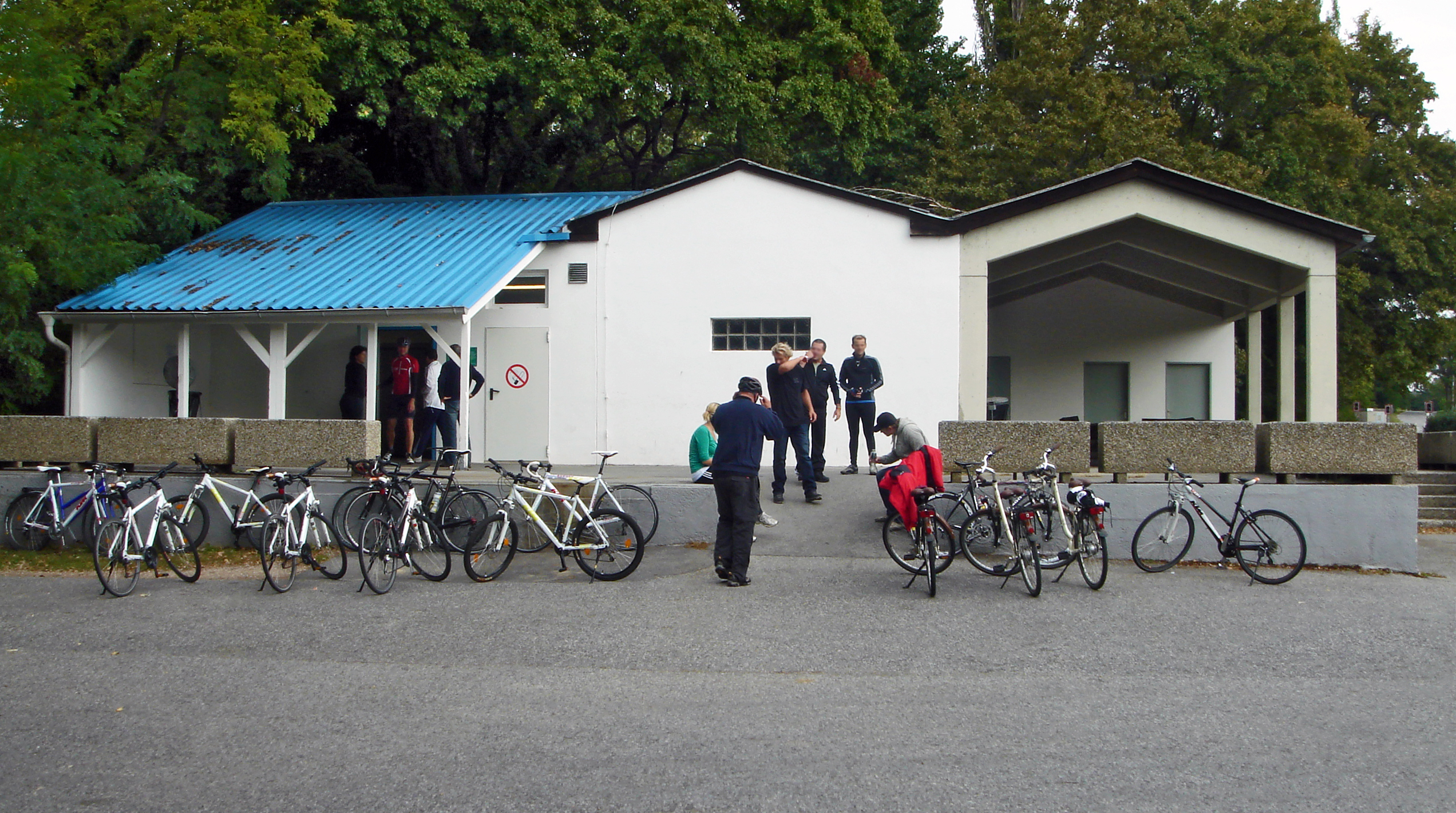
Mineralwasserquelle Juvina, Brunnengebäude

Deutschkreutz bildet zusammen mit den Gemeinden Großwarasdorf, Horitschon, Lutzmannsburg, Raiding, Unterpetersdorf und Neckenmarkt das Blaufränkischland, die bekannteste Rotweingegend in dem sonst eher weißweingeprägten Österreich, deren Geschichte bis in die Keltenzeit zurückreicht. Der Blaufränkische ist tiefdunkel-rubinrot gefärbt und in dieser Gegend außergewöhnlich fruchtig. Sehr häufig wird er in Barriquefässern ausgebaut und verfügt über eine sehr gute Lagerfähigkeit. Die Rebhänge des Blaufränkischlandes erstrecken sich von den Südausläufern des Ödenburger Gebirges bis zum Günser Bergland. Nach Osten öffnet sich die Ungarische Tiefebene. Dadurch wird der pannonische Einfluss, der für das Ausreifen der Trauben nötig ist, voll wirksam und der vorwiegend lehmige Boden bietet dazu noch die idealen Bedingungen. Es wird neben dem Blaufränkischen auch Cabernet Sauvignon, Merlot und Zweigelt angebaut.
Auf dem Gemeindegebiet von Deutschkreutz liegt auch die Mineralwasserquelle Juvina. Schon die Römer kannten diese Mineralwasserquelle, die älter ist als der Weinanbau in der Region.

### Öffentliche Einrichtungen
- Apotheke: Direkt im Ortszentrum gibt es eine Apotheke.
- Ärzte: Für die Gesundheit der Bevölkerung sorgen zwei praktische Ärzte und drei Fachärzte.[8]
- Pflege: Die Caritas Burgenland betreibt das Sozialzentrum Haus Lisa.[9]

### Bildung
In der Gemeinde Deutschkreutz befinden sich eine Volksschule, eine Hauptschule und eine Musikschule.

## Politik

### Gemeinderat

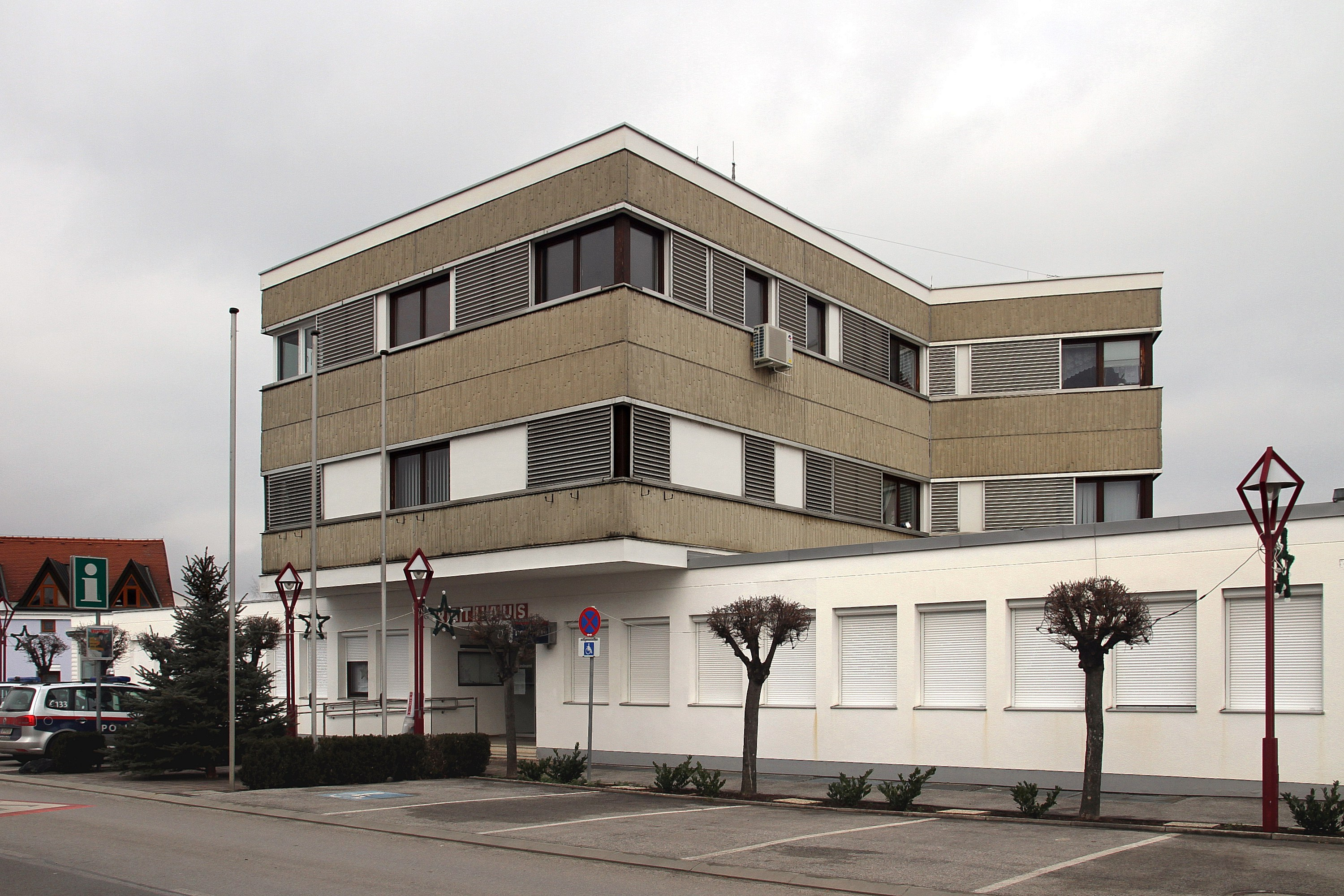
Rathaus Deutschkreutz

Der Gemeinderat umfasst aufgrund der Anzahl der Wahlberechtigten insgesamt 23 Mitglieder.
| Partei          | 2022    | 2022    | 2022    | 2018    | 2018    | 2018    | 2017    | 2017    | 2017    | 2012    | 2012    | 2012    | 2007    | 2007    | 2007    | 2002    | 2002    | 2002    | 1997    | 1997    | 1997    |
| Partei          | Sti.    | %       | M.      | Sti.    | %       | M.      | Sti.    | %       | M.      | Sti.    | %       | M.      | Sti.    | %       | M.      | Sti.    | %       | M.      | Sti.    | %       | M.      |
| --------------- | ------- | ------- | ------- | ------- | ------- | ------- | ------- | ------- | ------- | ------- | ------- | ------- | ------- | ------- | ------- | ------- | ------- | ------- | ------- | ------- | ------- |
| ÖVP             | 949     | 39,49   | 10      | 801     | 36,15   | 8       | 678     | 29,04   | 7       | 0733    | 27,98   | 7       | 720     | 29,15   | 7       | 0776    | 31,71   | 7       | 0701    | 31,24   | 7       |
| SPÖ             | 869     | 36,16   | 9       | 597     | 26,94   | 6       | 658     | 28,18   | 6       | 0782    | 29,85   | 8       | 795     | 32,19   | 8       | 1084    | 44,30   | 11      | 1054    | 46,97   | 11      |
| LBL             | 585     | 24,34   | 6       | 818     | 36,91   | 9       | 999     | 42,78   | 10      | 1050    | 40,08   | 10      | –       | –       | –       | –       | –       | –       | –       | –       | –       |
| FPÖ             | –       | –       | –       | –       | –       | –       | –       | –       | –       | 0055    | 2,10    | 0       | –       | –       | –       | 0587    | 23,99   | 5       | 0489    | 21,79   | 5       |
| FBL             | –       | –       | –       | –       | –       | –       | –       | –       | –       | –       | –       | –       | 955     | 38,66   | 10      | –       | –       | –       | –       | –       | –       |
| Wahlberechtigte | 3017    | 3017    | 3017    | 2967    | 2967    | 2967    | 2967    | 2967    | 2967    | 3101    | 3101    | 3101    | 3062    | 3062    | 3062    | 2950    | 2950    | 2950    | 2841    | 2841    | 2841    |
| Wahlbeteiligung | 85,42 % | 85,42 % | 85,42 % | 83,32 % | 83,32 % | 83,32 % | 87,46 % | 87,46 % | 87,46 % | 90,49 % | 90,49 % | 90,49 % | 87,17 % | 87,17 % | 87,17 % | 89,12 % | 89,12 % | 89,12 % | 88,24 % | 88,24 % | 88,24 % |

Die ÖVP brachte einen Einspruch zum Ergebnis der Gemeinderatswahl 2017 ein, der von der Landeswahlbehörde geprüft wurde. Am 4. Mai 2018 beschloss die Landeswahlbehörde in Eisenstadt die Wiederholung der Kommunalwahlen in Deutschkreutz, da es mit sehr hoher Wahrscheinlichkeit zu Manipulationen gekommen sei. Der Bürgermeister Manfred Kölly wurde zu einer bedingten Haftstrafe von 17 Monaten und 21.000 Euro Geldstrafe verurteilt. Bei der Wahl am 9. September 2018 verlor die LBL ein Mandat, blieb aber mandatsstärkste Fraktion. Die ÖVP gewann ein Mandat hinzu.
Bei der Wahl 2022 wurde die ÖVP wieder mandatstärkste Partei.

### Bürgermeister
Bürgermeister ist seit September 2021 Andreas Kacsits (ÖVP). Bei der Wahl 2022 gewann er die Stichwahl mit 26 Stimmen Vorsprung gegen Jürgen Hofer (SPÖ).

### Chronik der Bürgermeister
Die Gemeindechronik von Deutschkreutz weist folgende Personen als Bürgermeister aus:
| von  | bis  | Bürgermeister       |
| ---- | ---- | ------------------- |
| 1918 | 1922 | Josef Salzer        |
| 1922 | 1924 | Johann Kratochwill  |
| 1924 | 1925 | Georg Reumann       |
| 1925 | 1927 | Paul Pingitzer      |
| 1927 | 1927 | Paul Fennes         |
| 1927 | 1928 | Lorenz Gabriel      |
| 1928 | 1934 | Matthias Gansrigler |
| 1935 | 1938 | Karl Strehn         |
| 1938 | 1945 | Johann Krecht       |

| von  | bis  | Bürgermeister       |
| ---- | ---- | ------------------- |
| 1945 | 1949 | Eugen Krammer       |
| 1950 | 1950 | Karl Strehn         |
| 1951 | 1951 | Stefan Heidenreich  |
| 1951 | 1956 | Bernhard Gansrigler |
| 1956 | 1962 | Johann Reinfeld     |
| 1962 | 1963 | Stefan Illy         |
| 1963 | 1964 | Eugen Krammer       |
| 1965 | 1967 | Stefan Illy         |
| 1967 | 1972 | Eugen Krammer       |

| von       | bis       | Bürgermeister   |
| --------- | --------- | --------------- |
| 1972      | 1985      | Anton Berger    |
| 1985      | 1990      | Wolfgang Strehn |
| 1990      | 1996      | Willibald Hofer |
| 1997      | 2002      | Ernst Möderl    |
| 2002      | 2021      | Manfred Kölly   |
| seit 2021 | seit 2021 | Andreas Kacsits |

### Wappen
|  |  | Das Recht zur Führung eines Wappens wurde Deutschkreutz von der Burgenländischen Landesregierung am 14. Jänner 1976 verliehen. Blasonierung: In einem von Gold und Rot gespaltenen Schild, vorne ein rotes Kreuz, hinten über dreifachem silbernen Wellenband eine goldene Traube mit Blatt. Symbolik: Gestaltung und Inhalte des Wappens sollen Vergangenheit und Gegenwart der Gemeinde sinnvoll verbinden. Das Kreuz wurde dem alten Ortssiegel entnommen. Es symbolisiert die Kirche und den Ortsnamen. Die Weintraube weist auf den Weinbau hin, der der wichtigste Wirtschaftsfaktor der Gemeinde ist. Die Wellenbalken deuten auf das Mineralwasservorkommen in der Gemeinde hin. |

### Gemeindepartnerschaften
- Allumiere in Latium, Italien
- Nagycenk (Großzinkendorf) in Ungarn
- Wetter in Hessen, Deutschland

## Persönlichkeiten

### Söhne und Töchter der Gemeinde
- Matthias Gansrigler (1896–1938), österreichische Landwirt und Politiker
- Sándor Gergely (1896–1966), österreichischer Schriftsteller und Journalist
- Hans Gesellmann (1903–1977), österreichischer Volksschuldirektor und Politiker
- Margareta Heinrich (1951–1994), österreichische Filmregisseurin
- Christa Krammer (* 1944), österreichische Politikerin und Volksanwältin i. R.
- Reinhold G. Moritz (* 1966), österreichischer Film- und Theaterschauspieler
- Maria Weber (1919–2011), erste SOS-Kinderdorf-Mutter
- Alfred Zistler (1929–2009), katholischer Priester, Dompfarrer in Eisenstadt, geboren im Ortsteil Girm

### Personen mit Bezug zur Gemeinde
- Carl Goldmark (1830–1915), österreichisch-ungarischer Komponist, Musiklehrer und Geiger jüdischer Herkunft
- Ludwig von Dóczi (1845–1919), österreichisch-ungarischer Dichter, Journalist und Politiker jüdischer Herkunft
- Anton Lehmden (1929–2018), österreichischer Maler und Druckgrafiker (Wiener Schule des Phantastischen Realismus), lebte Ende der 1960er bis zuletzt im Schloss Deutschkreutz
- Edeltraud Lentsch (* 1947), österreichische Politikerin und Leiterin der Österreichischen Frauenbewegung (ÖFB)
- Wilhelm Riedl (1895–1962), österreichischer Politiker (ÖVP), Leiter der Knabenvolksschule in Deutschkreutz